# Eltroplectris
Eltroplectris es un género de orquídeas de hábito terrestre. Tiene trece especies.

## Descripción
Se diferencian de otros tipos de la subtribu Spiranthinae en que presentan hojas con pecíolos largos, por lo general solo una o dos durante la floración, y también por sus anteras, cuya base está descubierta. Sin embargo, es importante señalar que existe una controversia sobre los límites entre Eltroplectris y Pteroglossa. Los expertos no se ponen de acuerdo sobre la definición de estos géneros, y difieren en el análisis de los caracteres morfológicos, que muchas veces pasa de una especie a otra.

## Distribución
Se compone de  especies de hábito terrestres, que viven en climas diversos, pero suelen preferir los campos secos, tales como la sabana, los bosques y matorrales.  Se pueden encontrar en todos los estados de la costa sur de Brasil desde Pernambuco, a continuación, en el interior, al sur de la Amazonía.  Se encuentra también en otros países de Suramérica, bordeando el Amazonas, y algunas islas en el Caribe, en Florida, Paraguay y Argentina, desde el nivel del mar hasta 1000 metros de altitud.

## Taxonomía
Fue propuesto por Rafinesque en Flora Telluriana 2: 51 en 1836.  Su especie tipo es Eltroplectris calcarata (Sw.) Garay & H.R.Sweet, originalmente fue descrito como Neottia calcarata Sw.  
En 1996, Dariusz Szlachetko propuso un nuevo género, Ochyrella que tendría la cuarta parte de las especies aquí mencionadas como Eltroplectris, que son  E. brachycentron Szlach., E. dalessandroi Dodson , E. caudatum Dodson, E. triloba Lindl.  y E. misera ( Kraenz. ) Szlach.  

## Etimología
El nombre del género proviene del griego eleutheros, libre, y plectro, espolón, refiriéndose a la forma de la base de los sépalos  al pie de la columna de sus flores.

## Especies
A continuación se brinda un listado de las especies del género Eltroplectris aceptadas hasta mayo de 2011, ordenadas alfabéticamente. Para cada una se indica el nombre binomial seguido del autor, abreviado según las convenciones y usos y la publicación válida.
1. Eltroplectris assumpcaoana Campacci & Kautsky, Bol. CAOB 38: 108 (1999).
2. Eltroplectris brachycentron Szlach., Novon 5: 375 (1995).
3. Eltroplectris calcarata (Sw.) Garay & H.R.Sweet, J. Arnold Arbor. 53: 390 (1972).
4. Eltroplectris cogniauxiana (Schltr.) Pabst, Bradea 1: 469 (1974).
5. Eltroplectris dalessandroi Dodson, Orquideologia 19: 141 (1994).
6. Eltroplectris janeirensis (Porto & Brade) Pabst, Bradea 1: 469 (1974).
7. Eltroplectris kuhlmanniana (Hoehne) Szlach. & Rutk., Phylogeny Taxon. Subtr. Spiranthinae Stenorrhynchidinae Cyclopogoninae Centr. S. Amer. 164. (2008).
8. Eltroplectris longicornu (Cogn.) Pabst, Bradea 1: 469 (1974).
9. Eltroplectris macrophylla (Schltr.) Pabst, Bradea 1: 469 (1974).
10. Eltroplectris misera (Kraenzl.) Szlach., Polish Bot. Stud. 5: 7 (1993).
11. Eltroplectris rossii Dodson & G.A.Romero, Lindleyana 8: 197 (1993).
12. Eltroplectris schlechteriana (Porto & Brade) Pabst, Bradea 1: 496 (1974).
13. Eltroplectris triloba (Lindl.) Pabst, Bradea 1: 470 (1974).